# Paul Nagy
Paul Nagy (n. 11 mai 1928, Craidorolț -- d. 2002, Satu Mare) a fost un demnitar comunist român de origine maghiară. Paul Nagy a fost membru de partid din 1954 și era fierar de meserie.  

## Studii
- Școala de partid de un an de la Oradea (1957);
- Școala Superioară de Partid „Ștefan Gheorghiu“ (1959–1962);
- Facultatea de Economie Generală la Școala Superioară de Partid „Ștefan Gheorghiu“.